# Božidar Nikolić
Božidar "Bota" Nikolić (en alfabet ciríl·lic serbi: Божидар Бота Николић; 1 de gener de 1942 - 13 de maig de 2021) va ser un director de cinema i guionista serbi.
Va dirigir les pel·lícules Balkanski špijun, La cara oculta del sol, Tri karte za Holivud, U ime oca i sina, i Balkan Brothers.